# Žlebec Pušćanski
Žlebec Pušćanski es una localidad de Croacia en el municipio de Pušća, condado de Zagreb.

## Geografía
Se encuentra a una altitud de 213 m s. n. m. a 27.3 km de la capital nacional, Zagreb.

## Demografía
En el censo 2011, el total de población de la localidad fue de 109 habitantes.